# Aeria aegle
Aeria aegle är en fjärilsart som beskrevs av Herbst 1790. Aeria aegle ingår i släktet Aeria och familjen praktfjärilar. Inga underarter finns listade i Catalogue of Life.